# Biblioteca Pública Episcopal de Barcelona

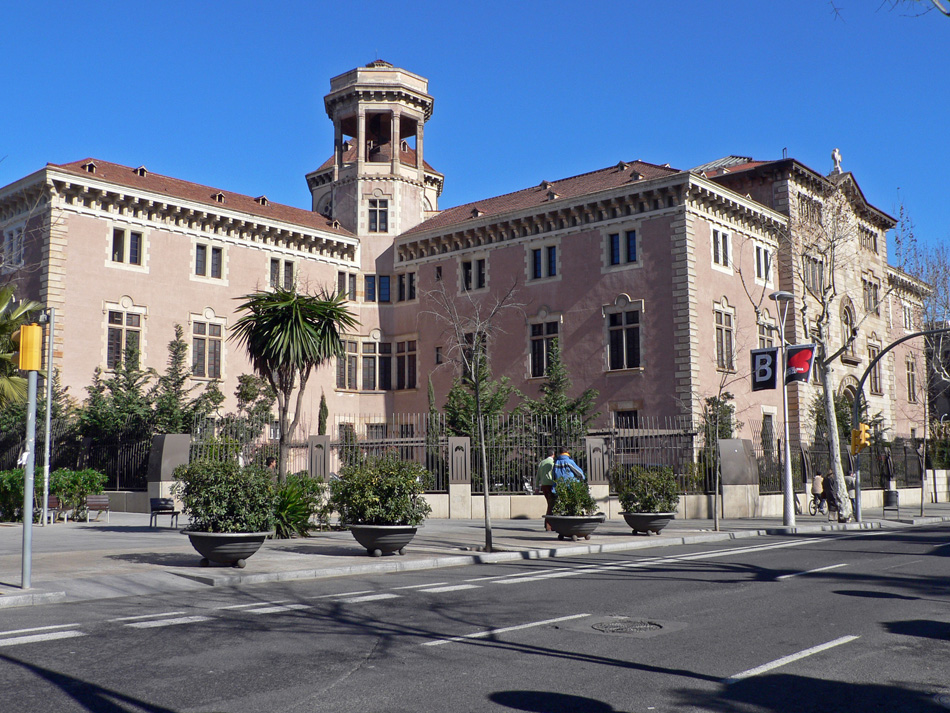
Conciliar de Barcelona

Die Biblioteca Pública Episcopal de Barcelona (BPEB) (dt.: Öffentliche bischöfliche Bibliothek Barcelonas) ist eine Bibliothek, die sich im Gebäude des Seminario Conciliar de Barcelona (dt.: Priesterseminar von Barcelona) befindet.
Die BPEB wurde 1772 gegründet und ist die älteste erhaltene öffentliche Bibliothek der Stadt. Sie gehört dem Erzbistum Barcelona, ist Teil des Bibliothekssystems der Ramon-Llull-Universität und arbeitet mit dem Katalog des bibliographischen Erbes Kataloniens zusammen.

## Bestand
Die Bibliotheksbestand umfasst etwa 360.000 Bände, vor allem zur Theologie, zur Religionswissenschaft und zu den Geisteswissenschaften. Dazu gehört eine Sammlung von 95 Inkunabeln und 625 Manuskripten. Einige von ihnen sind auf Arabisch geschrieben, das älteste wurde im 14. Jahrhundert abgefasst. Von herausragender Bedeutung ist die Sammlung von rund 10.000 goigs vom 17. Jahrhundert bis zur Gegenwart. Goigs sind fröhliche Gedichte und Lieder der Volksfrömmigkeit, in denen die Muttergottes und die Heiligen gefeiert werden.